# Compromesso del 1850

Henry Clay nell'emiciclo del Senato degli Stati Uniti; il presidente Millard Fillmore ed i senatori Calhoun e Webster ascoltano il suo discorso.

Il compromesso del 1850 fu un insieme di cinque leggi che negli Stati Uniti d'America tentarono di risolvere le controversie sui nuovi territori, sorte dopo la guerra messico-statunitense del 1846-1848. Le cinque leggi, promulgate nel corso della presidenza di Millard Fillmore, si proposero di bilanciare gli interessi degli Stati schiavisti del Sud degli Stati Uniti e degli Stati liberi (cioè quelli in cui non era ammessa la schiavitù).
Come esito di questo compromesso, la California venne ammessa negli Stati Uniti come Stato libero, il Texas rinunciò a reclamare alcuni territori sulla sponda occidentale del Rio Grande, ricevendo in cambio compensazioni finanziarie; furono costituiti il Territorio del Nuovo Messico (comprendente anche l'odierna Arizona e una parte dell'attuale Nevada) e il Territorio dello Utah e in essi la legalità della schiavitù fu demandata alla sovranità popolare; la tratta degli schiavi africani, ma non la schiavitù in sé stessa, venne abolita nel distretto di Washington.
Le leggi furono inizialmente proposte dal senatore Henry Clay, del Partito Whig, nei primi mesi del 1850, mentre era presidente Zachary Taylor, il quale era contrario a queste leggi; furono poi portate avanti dal senatore del Partito Democratico Stephen A. Douglas e dal senatore Whig Daniel Webster; uno dei principali oppositori fu il senatore democratico John C. Calhoun.  
Zachary Taylor morì improvvisamente il 9 luglio 1850; il compromesso fu possibile dopo la sua morte e l'entrata in carica del vicepresidente Millard Fillmore, il quale era invece un forte sostenitore del compromesso. 
Ne derivò un clima di relativa calma nella contesa politica, durato per circa quattro anni, fino alla legge Kansas-Nebraska.

## Texas
I confini occidentali del Texas erano contestati. La Repubblica del Texas, staccatasi dal Messico, fu ammessa negli Stati Uniti e reclamò dei territori che oggi fanno parte del Nuovo Messico. Il Texas aveva un debito statale di 10 milioni di dollari, non facilmente pagabile. Il compromesso fece sì che gli Stati Uniti si assumessero l'onere del debito mentre il Texas acconsentì a lasciare i territori contestati al Nuovo Messico.

## California
Con il rapido incremento della sua popolazione dovuto alla corsa all'oro, una convenzione statale adottò una costituzione anti-schiavitù nel tardo 1849 e decise di entrare nell'Unione come Stato libero.

## Cessione di territori messicani
Nessun governo territoriale era stato formato per il resto del territorio acquisito dal Messico, incluso il Nuovo Messico e parti di quello che divenne Arizona e altri Stati. I pionieri mormoni avevano costituito lo "Stato di Deseret", ma il Congresso non era d'accordo con le dimensioni proposte in quanto comprendeva i territori dell'attuale Utah ma anche il Nevada e parti di Wyoming, Colorado, Nuovo Messico, Arizona e California, in funzione della scarsa popolazione. La schiavitù nei nuovi territori fu determinato dalla sovranità popolare, tramite referendum. 